# Jeu de la bobine
Pour les articles homonymes, voir jeu (homonymie) et bobine.
Le jeu de la bobine est une activité ludique répétitive observée chez un petit enfant que Sigmund Freud rapporte en 1920 dans Au-delà du principe de plaisir, texte où le psychanalyste instaure sa seconde théorie des pulsions (pulsions de vie - pulsions de mort). Ce jeu est aussi désigné comme l'expérience du fort-da.

## Le jeu de la bobine
Sigmund Freud observe un jeu de son petit-fils Ernst, un enfant d'un an et demi qui est muni d'une bobine, attachée par une ficelle. L'enfant joue à faire tomber la bobine puis à la ramener à lui. En même temps, il prononce « Fort – Da » (« là-bas – là », dans l'idée : « loin – près » ou « pas là – là » ) et continue de répéter cette suite binaire des deux mots ébauchés et significatifs de la disparition et du retour de l'objet en poursuivant inlassablement le même jeu.

## Prolongements théoriques
Freud rapporte l'observation et l'analyse dans Au-delà du principe de plaisir (Jenseits des Lustprinzips, 1920).